# Fusell Liao Tipus 13
El Mauser de l'Arsenal Mukden, també conegut com a Mauser Model 13 i Liao Tipus 13 era un fusell de forrellat de la Xina que utilitzava característiques dels fusells Mauser Tipus 4 (la variant xinesa del Mauser Model 1904) i els fusells Arisaka. La gran majoria d'aquests fusells es van produir en l'arsenal de Mukden, a Manxukuo, d'aquí el seu nom.

## Història
La fàbrica de Shenyang (més tard coneguda com a Mukden) va començar a produir aquests fusells en 1924. Es creu que la seva designació "Tipus 13" ve donada del Calendari Nacionalista Xinès, que començava en 1911. Després de la invasió Japonesa de Manxúria en 1931, els fusells van continuar sent produïts per l'estat de Manxukuo (controlat per l'Imperi Japonès), fins que la fàbrica va passar a produir únicament fusells Arisaka en 1938. Es creu que es van produir al voltant de 140.000 fusells Tipus 13. La majoria de les armes utilitzaven la munició de 7,92 × 57 mm Mauser, però alguns estaven calibrats per a utilitzar munició de 6,5 x 50 mm SR Arisaka, probablement els fusells produïts sota el període en què Manxukuo estava controlat pel Japó. Aquests fusells eren usats originalment pels soldats de Zhang Zuolin (el qual va iniciar la producció dels fusells i va ordenar construir la fàbrica) durant diverses batalles durant el període dels senyors de la guerra xinesos. Els japonesos van capturar uns 72.679 fusells Tipus 13 després de l'Incident de Mukden en 1931. L'Exèrcit Imperial de Manxuko va començar a utilitzar aquests fusells, igual que els nous models, a pesar que a inicis de la Segona Guerra Sinojaponesa el número d'aquests fusells era bastant reduït, probablement degut als programes d'estandardització d'armes japoneses en la dècada dels 1930. Els col·laboracionistes de l'Exèrcit Mongol Interior del Príncep Demchugdongrub, i més tard l'estat de Mengjiang, van rebre 10.000 unitats d'aquest fusell en 1929.

## Detall del disseny

### Característiques Arisaka
El fusell compartia moltes característiques amb els fusells Arisaka, com una culata de dues parts, o un forrellat amb forma d'ou, i els ports d'escapament de gas dobles en el forrellat. També disposava d'una carcassa mòbil en el forrellat, i es podia retirar. Una altra similitud amb els fusells Arisaka era que el forrellat estava perforat des de la part del darrere, per a poder donar espai per a la molla principal, el qual estava fixada en una gran zona a l'interior.

### Característiques Mauser

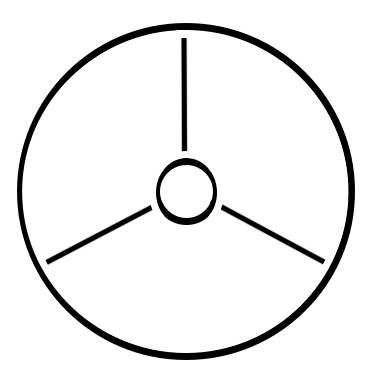
El símbol de l'arsenal de Mukden

El fiador del fusell era similar al del Mauser 1898; malgrat que no estava perforat, sinó que estava subjectat amb un caragol per a fixar-lo. El fusell disposava d'una empunyadura de pistola, però sense estries antilliscants. La part superior de la guarda davantera estava situada des del forrellat fins a la part inferior. La part inferior i superior eren més fines que en els Mauser, i en la part superior tenien uns punts on es podia acoblar una corretja. La part frontal del fusell disposava d'un enganxament curt de tipus H per a una baioneta, amb el que es podia acoblar una en aquell punt i el canó.

### Especificacions
El fusell estava dissenyat per a ser de 1087,628 mm de llarg (o 48,82 polzades), amb el canó mesurant 739,902 mm de llarg, amb un pes total de 4,26 kg (o 9,4 lliures). El seu disseny comptava amb un carregador intern de 5 cartutxos per a un fusell de forrellat, amb mires de ferro graduades fins a 2000 metres (la mira posterior, la davantera es mantenia igual). El fusell estava dissenyat per a disparar principalment munició de 7,92 x 57 mm (Mauser), però alguns van ser modificats per a utilitzar la munició de 6,5 x 50 mm (Arisaka), aquells que van ser recalibrats a 6,5 x 50 mm van ser dotats d'un bloc auxiliar en el carregador, per a compensar la diferència de mida entre les municions. El fusell disposava d'espirals internes cap a l'esquerra de 4 fileres. La part superior del forrellat estava marcada amb el símbol dels arsenals de Mukden, amb el número de sèrie situat a la part esquerra del forrellat.